# Ordre des chevaliers hospitaliers
Pour les articles homonymes, voir Ordre de Malte et Ordre de Saint-Jean.
Ne doit pas être confondu avec Ordre souverain militaire et hospitalier de Saint-Jean de Jérusalem, de Rhodes et de Malte.
L’ordre des chevaliers hospitaliers ou ordre souverain de Saint-Jean de Jérusalem, chevaliers hospitaliers est une organisation non gouvernementale œcuménique à vocation de charité et de défense de la chrétienté, mais aussi de défense d'un idéal de monde libre et des droits de l'homme. Cette organisation a été créée dans son état actuel selon une volonté de Pierre Karađorđević (1923-1970), roi de Yougoslavie alors en exil, à Paris le 1er octobre 1963.
Le grand-maître de l'Ordre est le prince Karl Wladimir Karageorgevic, qui est également protecteur de l'Ordre.
La devise officielle de l’ordre, en latin, est « Pro Fide, Pro Utilitate Hominum ».

## Histoire
L'ordre des chevaliers hospitaliers, par la charte de Pierre Karađorđević, roi de Yougoslavie en exil, revendique une filiation directe à l'ordre de Saint-Jean de Jérusalem par l'intermédiaire du tsar Paul Ier, 72e grand-maître de facto de l'Ordre.

### Ordre de Saint-Jean de Jérusalem

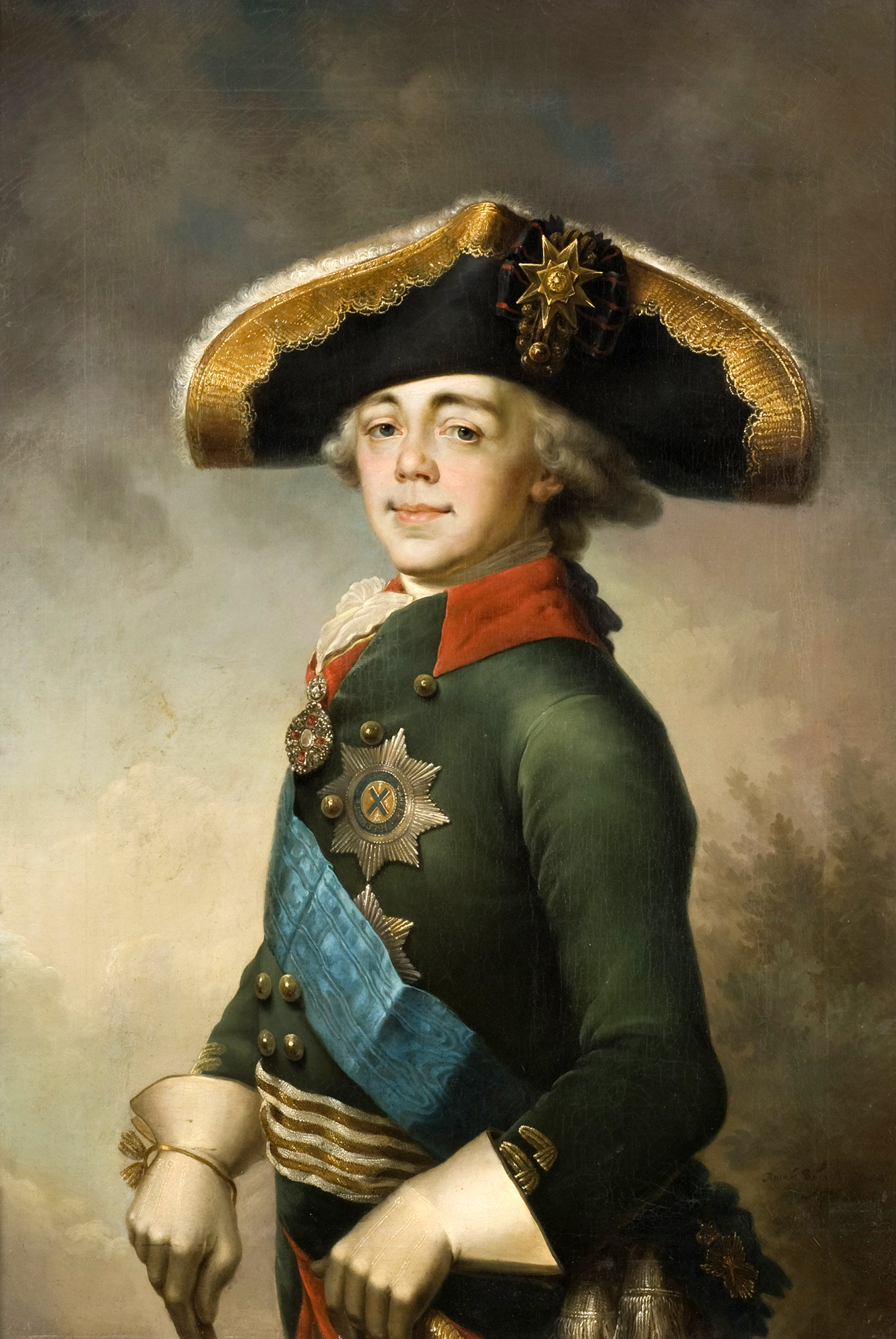
Paul Ier de Russie

Le 19 mai 1798, Bonaparte, en route pour la campagne d'Égypte, quitte Toulon avec le gros de la flotte française et parvient à échapper à la flotte britannique de Nelson. Il se présente devant La Valette en demandant de faire aiguade (remplir les barriques d'eau) et, devant le refus du grand-maître Ferdinand de Hompesch de laisser entrer dans le port plus de quatre bateaux à la fois, Bonaparte s’empare de Malte, les 11 et 12 juin 1798.
Les chevaliers de l'ordre de Saint-Jean de Jérusalem sont chassés de l'île par Bonaparte. Le 10 octobre 1798, les 249 chevaliers de l'ordre exilés en Russie au palais Vorontsov de Saint-Pétersbourg proclament le tsar de Russie Paul Ier grand-maître de l'Ordre. Celui-ci crée, en plus du grand prieuré russe de Saint-Jean de Jérusalem regroupant les chevaliers d'obédience catholique, un deuxième grand prieuré russe œcuménique de Saint-Jean de Jérusalem regroupant les nouveaux chevaliers russes de confession orthodoxe. Ces nouveaux chevaliers russes reçoivent cette distinction à titre héréditaire à la différence des chevaliers catholiques qui ne le sont qu'à titre personnel. De cela va découler une situation étonnante, puisqu'après la disparition de l'ordre de Saint-Jean de Jérusalem en Russie, il continuera à exister des chevaliers de Malte par transmission héréditaire. 
L'élection de Paul Ier soulève de nombreuses objections. En effet, celui-ci est orthodoxe et marié. Cet évènement sans précédent dans l'histoire de l'Ordre amène le Pape Pie VI à ne pas le reconnaître comme grand-maître. Au décès de Paul Ier, en 1801, son fils Alexandre Ier de Russie, conscient de cette irrégularité, décide de rétablir les anciens us et coutumes de l'ordre catholique des Hospitaliers. Par un édit du 16 mars 1801, il laisse les membres profès libres de choisir un nouveau grand-maître. Néanmoins, étant donné l'impossibilité de réunir l'ensemble des électeurs, le comte Nikolaï Saltykov assure l'intérim de la charge avec le titre de lieutenant de l'Ordre. Finalement, en 1803, pour tenter de sauver l'ordre, il est convenu que la nomination du grand-maître incombera uniquement et exceptionnellement au pape Pie VII. Le 9 février 1803, le pape choisit le bailli Giovanni Battista Tommasi comme premier grand-maître nommé et non élu par les Hospitaliers.
Entre-temps, en mars 1802, l'Ordre se trouve conforté par le traité d'Amiens, signé entre le Royaume-Uni et la France, l'Espagne et la république batave. L'archipel maltais doit lui être restitué, mais les Britanniques refusent de le rendre à la demande du nouveau grand-maître Tommasi. Les chevaliers se trouvent alors partagés entre ceux qui entourent Tommasi en Sicile (une petite minorité) et ceux qui restent à Saint-Petersbourg (la grande majorité).
Mais, devant le coût financier de la guerre, l'empereur Alexandre Ier approuve le 20 janvier 1817, sur une décision du conseil des ministres, le séquestre de toutes les biens des deux grands prieurés russes. C'est la fin des grands prieurés russes. Ainsi disparut « toute forme d'existence de l'Ordre dans l'Empire russe, ainsi que le port de ses insignes. Jamais plus on ne vit un tsar de Russie arborer les insignes de l'Ordre. » La croix de Malte continuera à être portée par les pages jusqu'à la transformation de l'Académie militaire par la révolution. Par contre, si les grands-prieurés disparaissaient, Alexandre n'avait pas aboli l'hérédité des titres et l'on peut postuler la perpétuation informelle de l'Ordre au travers de ces héritiers.

### Ordre des chevaliers hospitaliers
À la suite de la révolution russe, avec la révolution bolchevique de 1917, la guerre civile de 1918 et la Seconde Guerre mondiale, nombre de Russes, liés à la famille impériale ou refusant le nouveau régime, s'exilent en Europe et aux États-Unis. Beaucoup de Russes, nostalgiques de la grandeur impériale, se regroupent en associations. D'autres, de toutes origines, tentent de faire revivre l'ancien ordre historique de Saint-Jean de Jérusalem.
C'est Pierre Karađorđević, roi de Yougoslavie à la suite de l'assassinat de son père lors d'un voyage officiel en France, en exil à Londres après l'envahissement de son pays par les forces de l'Axe, et finalement déposé par l'assemblée constituante yougoslave en 1945 qui est à l'origine de la création de l'ordre des chevaliers hospitaliers.
Il existe depuis 1912, aux États-Unis the Order of St. John of Jerusalem (l'ordre de Saint-Jean de Jérusalem) créé sous la forme d'un « grand-prieuré américain de l'ordre de Saint-Jean de Jérusalem » et dont le premier grand-prieur est l'avocat new-yorkais William Nelson Cromwell. Le grand-duc Alexandre Mikhaïlovitch de Russie en est nommé grand-maître lors d'un de ses voyages aux États-Unis en 1913.
Dans les années 1960, une opposition éclate entre le grand-maître français de l'Ordre, le colonel Paul Granier de Cassagnac, et son chancelier C.L.T. Pichel. Les rapports se dégradent rapidement et Cassagnac dépose Pichel le 27 décembre 1961. Une difficulté de taille subsiste, le siège de l'ordre est au domicile de Pichel, il faut à Cassagnac trouver un autre siège. L'ordre avait à cette époque un grand développement en Europe avec un grand-prieuré d'Europe constitué de six prieurés nationaux, France, Angleterre, Allemagne, Hollande, Danemark et Bretagne. C'est alors que Cassagnac envisage de déplacer le siège en France. Le grand-maître et le conseil européen de l'Ordre font alors appel à Pierre Karađorđević à ce moment en exil à Paris. Ils décident de lui demander d'accepter la fonction de protecteur de l'Ordre, ce que l'ex-roi de Yougoslavie accepte. C'est au château de Grandson, en Suisse, le 7 avril 1962 qu'il est investi de sa charge. Le 16 juin 1962, l'ordre de transfert du couvent est signé par Karađorđević et Cassagnac, entériné par le grand-conseil du grand-prieuré américain dès le 23 juin 1962.
Afin d'affirmer son emprise sur l'Ordre, Pierre Karađorđević signe, à Paris le 1er octobre 1963, une charte par laquelle il reconnaît et confirme the Order of St. John of Jerusalem et son 72e grand-maître, Paul Granier de Cassagnac, s'en déclare le protecteur et appelle tous les ordres se réclamant de l'ordre historique de Saint-Jean de Jérusalem à se réunir autour de lui. Il restait encore à réformer la constitution de l'ordre américain de 1912. Pour ce faire, une commission de cinq membres élus est nommée, représentant les Américains et les Européens, avec deux projets antagonistes, dont celui de Karađorđević, fortement marqué d'un tendance autocratique. Un compromis est trouvé et approuvé les 26 et 27 mars 1965 au château de Couloumé dans le Gers, berceau de la famille Cassagnac. Mais le tout est contesté par un des représentants américains, le docteur Braschich, avec l'appui de Crolian Edelen, futur grand-maître américain, soutenu en sous-main par Pichel. Ces objections sont écartées sous prétexte d'être présentées à l'assemblée générale de ratification.
Pendant tout ce temps, en coulisses, des manœuvres avaient commencé pour porter à la tête de l'ordre Pierre Karađorđević. Celui-ci avait fait enregistrer auprès d'un notaire suisse Pierre Stöckli, de Sainte-Croix, district de Grandson dans le canton de Vaud, une constitution signée de Paris et datée du 19 mars 1964. Pierre Karađorđević est porté à la tête de l'ordre en avril 1964, mais Paul Granier de Cassagnac n'est déposé, pour être nommé grand-maître honoraire, que le 25 mars 1965 par une réunion des baillis contestataires à Zurick. Karađorđević a maintenant les mains libres à la tête de l'« ordre souverain de Saint-Jean de Jérusalem, chevaliers hospitaliers ». La rupture est consommée avec le grand-prieuré de France qui, avec le grand-prieuré d'Allemagne, va rompre aussi avec le grand-prieuré américain. D'un ordre en 1962, la mainmise de Pierre Karađorđević sur the Order of St. John of Jerusalem et la mégalomanie de Pichel aboutissent finalement à l'existence de trois ordres, en 1970, à la mort de Karađorđević.

## Développement de l'Ordre
Pendant que l'on se déchire à la tête des grands-prieurés, chacun des ordres tente de développer en concurrence ses implantations ; de plus en Italie, au Royaume-Uni et en terres protestantes les développements sont freinés pour ne pas dire empêchés par la présence d'ordres, eux aussi issus de l'historique ordre de Saint-Jean de Jérusalem qui ont un appui de la puissance souveraine avec respectivement l'ordre souverain de Malte, the Most Venerable Order of Saint John et les Johanniterorden.
À Malte, symbole s'il en est, l'ordre avait implanté un prieuré sous la responsabilité du professeur Tonna-Barthet. Pichel, pour le grand-prieuré américain dissident de Schickshinny, avait recruté, dès 1960, le prince Paterno Castello d'Emmanuel, prétendant à la couronne d'Aragon et de Majorque pour lui confier la création du grand-prieuré d'Aragon et Baléares et, en 1969, il crée pour le fils de ce dernier un grand-prieuré d'Italie, du Liban et de Malte, sans que cela eut un début de réalité sur le terrain.
Les années 1960 sont aussi marquées par des dénonciations de légitimité. C'est le commandeur Ezlary de the Order of St. John, attaché au CNRS, qui lance le mouvement, en 1960-1963, contre l'ordre souverain de Malte en publiant trois études. En 1962, l'ordre de Malte publie un livre blanc, auquel Cassagnac répond par un livre rouge en 1965 complété par une réponse au livre blanc en 1966. L'ordre de Malte rétorque en 1969 avec un nouveau livre blanc et un livre pro domo de Sherbowitz et Toumanov L'Ordre de Malte et l'Empire russe.
Après une période judiciaire, où l'on entendit, devant la juridiction hollandaise, le représentant de l'ordre de Malte débouté, s'écrier « mais nous aussi nous sommes de vrais Maltais ! », les relations s'apaisèrent, l'ordre de Malte ayant enfin obtenu sa constitution vaticane et sa reconnaissance papale. L'opposition systématique entre les différents ordres est remplacée par des périodes alternant mains tendues et ignorance, et cela jusqu'à nos jours.
En 2010, l'ordre souverain œcuménique de Saint-Jean de Jérusalem, chevaliers hospitaliers, comprend neuf prieurés ou grand-prieurés nationaux :
- Prieuré de France avec cinq commanderies[22], créé sous forme d'association loi de 1901 le 20 janvier 2009 en préfecture des Alpes-Maritimes[23] :
  - Commanderie des Alpes-Maritimes ;
  - Commanderie du Var ;
  - Commanderie du Vaucluse ;
  - Commanderie de Corse;
  - Commanderie de Gascogne
- Grand-prieuré d'Australie avec trois prieurés :
  - Prieuré d'Australie du Nord ;
  - Prieuré d'Australie du Sud ;
  - Prieuré du Queensland.
- Grand-prieuré du Canada.
- Grand-prieuré du Danemark.
- Grand-prieuré des États-Unis.
- Grand-prieuré de Grande-Bretagne.
- Grand-prieuré d'Italie.
- Grand-prieuré de Norvège.
- Grand-prieuré de Suisse.

## Organisation de l'Ordre
L'Ordre s'est donné une constitution qui règle son organisation et son fonctionnement. Il est dirigé par le grand-maître, élu à vie par le conseil souverain.
Le conseil souverain, sous la présidence du grand-maître, est composé de cinq baillis conventuels, le grand-commandeur, le grand-maréchal, le grand-hospitalier, le grand-conservateur et le grand-conseiller. S'y ajoutent les autres baillis et les prieurs. À eux cinq, ces baillis conventuels forment le petit conseil qui gère au quotidien l'Ordre avec l'aide éventuelle de lieutenants de l'ordre.
L'organisation territoriale de l'Ordre est basée sur des grands-prieurés, partagés en prieurés et regroupant les commanderies.
Les prieurés sont dirigés par un prieur assisté d'un vice-chancelier, d'un surintendant, d'un hospitalier et d'un hérault. Le chapitre du prieuré regroupe tous les baillis, commandeurs et chevaliers du prieuré.
Les grades des chevaliers de l'Ordre sont, dans l'ordre croissant :
- écuyer (de 18 à 22 ans, trop jeune pour être chevalier)
- chevalier d'honneur,
- chevalier d'honneur grand-croix,
- chevalier de grâce,
- chevalier de grâce commandeur,
- chevalier de justice,
- chevalier de justice commandeur,
- chevalier de justice bailli grand-croix de justice.

Les membres du clergé, chevaliers de l'Ordre, portent le titre de prélats de l'Ordre.
Les grades des dames de l'ordre sont, dans l'ordre croissant :
- dame d'honneur,
- grande-dame.

Les personnes travaillant pour l'Ordre sont :
- donat, servant et servante.

Si l'Ordre était inscrit au registre international des ordres de chevalerie en décembre 1978 comme ordre dynastique de Yougoslavie, ce n'est plus le cas. L'Ordre n'est plus inscrit dans le registre officiel international des ordres de chevalerie,,,,,.

### Liste des grands-maîtres
Depuis la création de l'Ordre quatre grands-maîtres se sont succédé à sa tête. Les grands-maîtres peuvent nommer un conseil des régents pour les seconder dans leurs tâches ou encore un lieutenant de l'Ordre qui peut aussi seconder le grand-maître et éventuellement le remplacer en cas de besoin. Ils sont également indiqués dans la liste des grands-maîtres :
- Pierre Karađorđević, ex-roi de Yougoslavie, créateur et protecteur de l'ordre, 1er grand-maître de l'Ordre de 1965 à 1970, se veut le 73e grand-maître de l'ordre de Saint-Jean de Jérusalem dans le décompte de l'ordre des chevaliers hospitaliers.
  - Paul Julien de Granier de Cassagnac, lieutenant de l'Ordre de sa création à 1966,
  - Serge S. Bielosselsky-Bielozersky, commandeur héréditaire, lieutenant de l'Ordre de 1968 à 1969,
  - Serge S. Troubetzkoy, lieutenant de l'Ordre de 1969 à 1983.
- Andrej Karageorgevic, frère de Pierre, protecteur en 1970 et 2e grand-maître de l'Ordre de 1979 à 1990.
  - Conseil des régents de 1987 à 1989.
- Anthony Zammit, 1er régent de l'Ordre de 1987 à 1989, lieutenant de l'Ordre de 1989 à 1998, 3e grand-maître de l'Ordre de 1998 à 2001
- Karl Wladimir Karageorgevic, deuxième fils de Andrej, 4e grand-maître de l'Ordre à partir de 2001.

## Œuvres de l'Ordre
Hormis les actions internationales de l'Ordre sous la responsabilité des prieurés ou grands-prieurés non français, le prieuré de France a réalisé depuis sa création en 2009 les actions suivantes ayant fait l'objet d'une publication de presse :
- décembre 2009 - fourniture de jouets pour les enfants handicapés[32].
- mai 2010 - soutien à l'association Obésité Handicap pour la 1re journée européenne de lutte contre l'obésité[33].
- octobre 2010 - soutien à l'association de sœur Emmanuelle les Chiffonniers du Caire et de l’Opération Orange de sœur Sarah[34]. À l'occasion d'une action commémorative en l'honneur de sœur Emmanuelle à Callian, dans le Var, sœur Sarah, continuatrice de l'action de sœur Emmanuelle, a été reçue comme novice de l'Ordre. Elle a été nommée marraine du prieuré de France de l'Ordre[34],[35].